# Капаррос, Хоакин
Хоакин Капаррос (исп. Joaquín Caparrós; 15 октября 1955, Утрера, Испания) — испанский футбольный тренер.

## Карьера игрока
Хоакин Капаррос — воспитанник «Реала», где сделал первые шаги в футболе в клубе «Плюс Ультра», но карьеры футболиста у Капарроса не вышло. Поиграв ещё в трёх клубах, среди которых был «Леганес», он завершил карьеру игрока и в 26 лет стал тренером.

## Карьера тренера

### Начало и первые успехи
До 1996 года Капаррос работал в малоизвестных и любительских клубах из низших дивизионов, самым известным из которых был «Конкенсе», с которым он занял 2 место в группе Терсеры, но не смог выиграть плей-офф. В сезоне 1999/2000 возглавлял региональную сборную Кастилии-Ла-Манчи, это был его первый приход в подобные сборные.
В 1996 году Капарроса пригласили в его первый профессиональный клуб — «Рекреативо». Команда в то время играла в третьем по силе дивизионе — Сегунде Б. Он отработал в старейшей команде Испании 3 года. В первом сезоне у руля клуба Капаррос занял 4 место в чемпионате, но снова уступил в плей-офф. На втором году работы клуб занял 2 место, и на этот раз плей-офф был выигран, что давало право на повышение в Сегунду. Сезон 1998/99 команда провела в Сегунде и заняла 12 место.
Капаррос ушёл из «Рекреативо», два года руководил сборной Андалусии, сезон 1999/2000 он начинал главным тренером клуба «Вильярреал», но покинул этот пост после 7 тура Сегунды.

### «Севилья»
В 2000 году Капарроса пригласили в «Севилью», только что уволившую Хуана Карлоса Альвареса. Капаррос остался в клубе на 5 лет. Начинать пришлось снова с Сегунды, куда «Севилья» вылетела сезоном ранее вместе с земляками из «Бетиса». Примечательно, что вместе с «Бетисом» команда Капарроса и вернулась в Примеру, с первого места в Сегунде. В «Севилье» Капаррос раскрыл таланты таких футболистов, как Карлос Марчена, Хосе Антонио Рейес, Хесули и Серхио Рамос. Будущие приобретения, такие как Жулио Баптиста, Адриано, Дани Алвес и Ренато вселяли надежду на достижение командой Капарроса зоны еврокубков и успех на домашней арене, но он был уволен и заменен на Хуанде Рамоса, прежде чем сумел чего-то достичь.

### Дальнейшая карьера
Летом 2005 года Капаррос переехал в Галисию, приняв «Депортиво» из Ла-Коруньи, который покинул известный и успешный Хавьер Ирурета. В команде Капаррос отработал два сезона, но в конце 2007 года после того, как клуб занял 13 место в Ла Лиге, Капаррос был уволен.
В том же 2007 году Капаррос получил приглашение из клуба «Атлетик» из Бильбао. С командой из Басконии Капаррос достиг финалов Кубка и Суперкубка Испании в 2009 году, уступив оба «Барселоне».
4 октября 2011 года назначен на пост главного тренера «Мальорки». Контракт подписан сроком до конца сезона 2011/12. Сменил на этом посту Микаэля Лаудрупа. 4 февраля 2013 года расторг контракт с клубом по обоюдному согласию.
9 июня 2013 года Капаррос был утвержден на пост главного тренера «Леванте», но, закончив чемпионат на 10-м месте, свою должность потерял.
28 мая 2014 года Капаррос подписал контракт по схеме 2+1 с «Гранадой», но в январе 2015 года был уволен из команды после серии из 14-ти туров без побед.
В ноябре 2016 года испанец подписал контракт с «Осасуной», которая на тот момент находилась на 19-м месте, но всего через 2 месяца был отправлен в отставку. Команда уступила в семи матчах из восьми при Капарросе.
26 мая 2017 года Капаррос стал главным тренером клуба из Катара «Аль-Ахли». 28 декабря 2017 года испанский специалист ушёл в отставку. Причиной отставки назывались проблемы со здоровьем у жены Капарроса.
Весной 2018 года специалист вновь приходит в «Севилью». После отставки с поста главного тренера Винченцо Монтеллы Капаррос до конца сезона руководит командой. По завершении сезона Капаррос переходит на работу в должности спортивного директора команды. Главным тренером команды назначается Пабло Мачин.
15 марта 2019 года Мачин покидает пост главного тренера «Севильи». Хоакин Капаррос вновь возглавляет команду.
В марте 2020 года возглавил сборную Армении, заключив соглашение до 30 ноября 2021 года.

## Достижения

### В качестве тренера
«Севилья»
- Победитель Сегунды: 2000/01

«Атлетик Бильбао»
- Финалист Кубка Испании: 2008/09
- Финалист Суперкубка Испании: 2009

#### Сборная Армении
- Лучший футбольный тренер года в Армении (2020)
- Лучший футбольный тренер года в Армении[14] (2021)